# ماركو بياغيانتي
ماركو بياغيانتي (بالإيطالية: Marco Biagianti)‏ (مواليد 14 أبريل 1984 في فلورنسا - إيطاليا) لاعب كرة قدم إيطالي يلعب حاليا لصالح نادي الدرجة الأولى كاتانيا الإيطالي منذ 2007 في مركز الوسط المدافع كما يجيد اللعب في مركز الوسط المحوري والأيسر .

## روابط خارجية
- ماركو بياغيانتي على موقع قاعدة بيانات كرة القدم.إي يو (الإنجليزية)
- ماركو بياغيانتي على موقع Soccerway.com (الإنجليزية)
- ماركو بياغيانتي على موقع كووورة
- ماركو بياغيانتي على موقع AS.com (الإسبانية)